# Neon valentulus
Neon valentulus là một loài nhện trong họ Salticidae.
Loài này thuộc chi Neon. Neon valentulus được Falconer miêu tả năm 1912.

## Hình ảnh

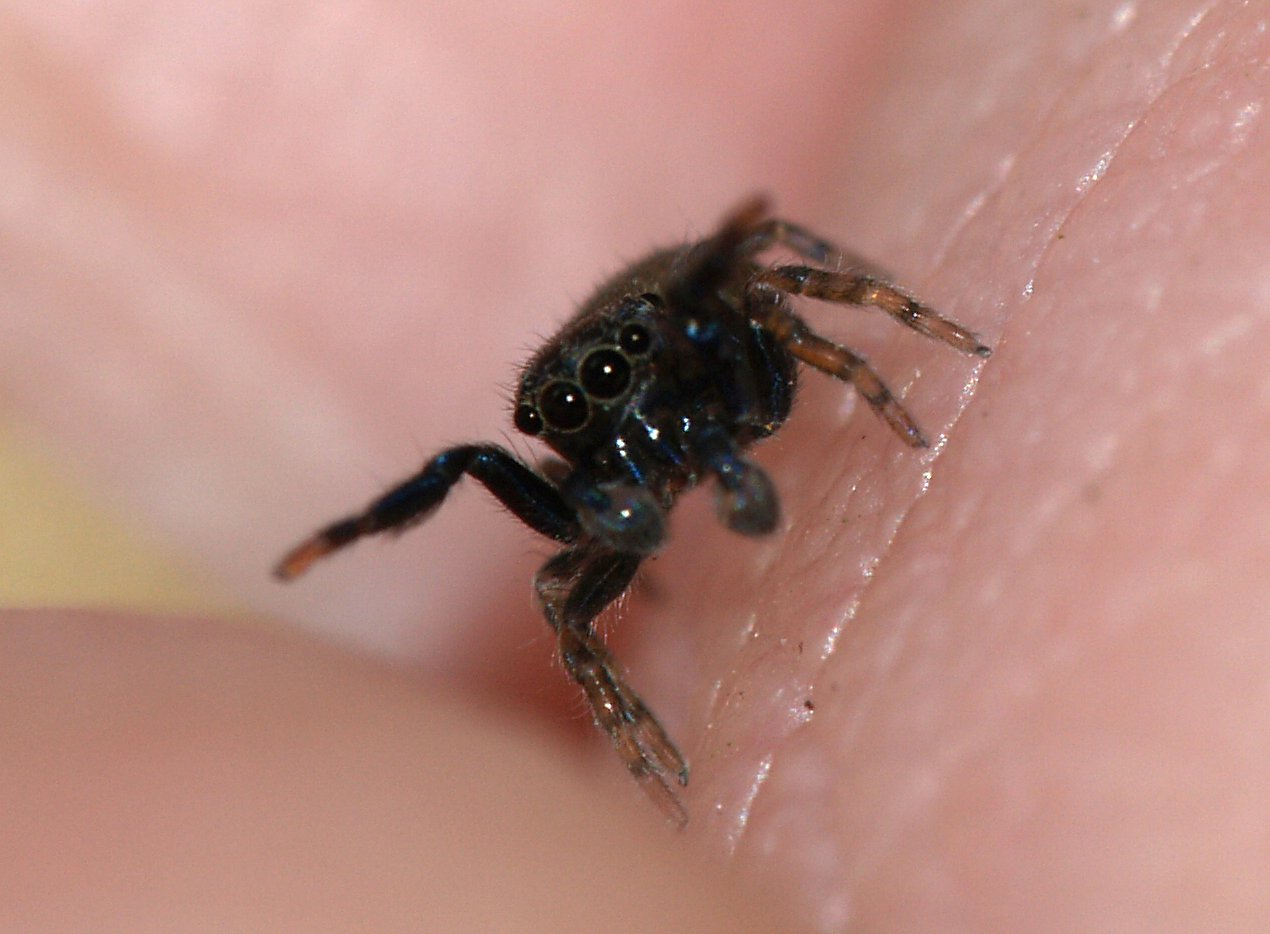
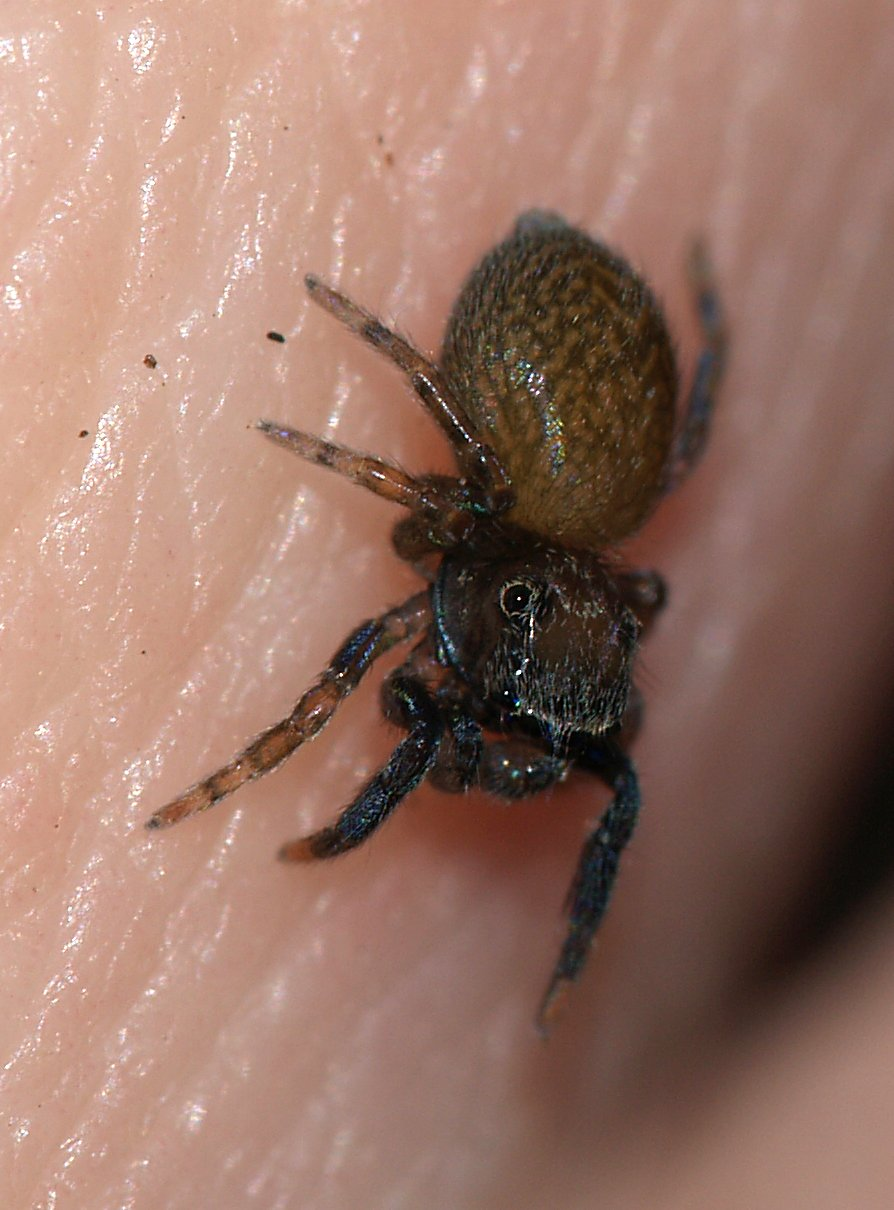
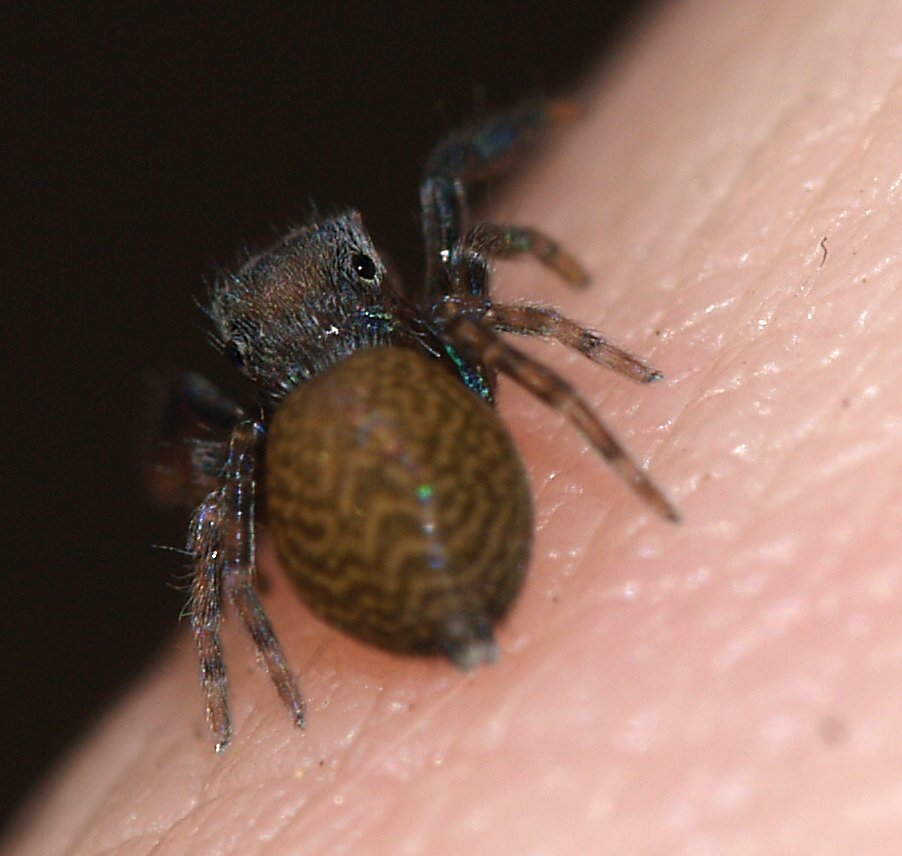